# Weston-super-Mare AFC
Weston-super-Mare AFC är en engelsk fotbollsklubb i Weston-super-Mare i Somerset. Klubben grundades 1887 och hemmamatcherna spelas på Woodspring Stadium.

## Meriter
- Weston Charity Cup: 1911
- Bristol Charity Cup:1923
- Somerset Senior Cup:1927
- Western Football League: 1992
- Western Senior Cup : 72, 73, 74, 75, 76, 78
- Western Challenge Cup :1977
- Western Merit Cup :1977, 1978